# Petronas Tower 3
La Tour Petronas 3 est un gratte-ciel de 267 mètres construit en 2012 à côté des Tours Petronas à Kuala Lumpur en Malaisie. 